# アントニオ・マルゲリーティ
アントニオ・マルゲリーティ（またはマルゲリティ、Antonio Margheriti, 1930年9月19日 ローマ - 2002年11月4日 ヴィテルボ県モンテロージ）は、アンソニー・M・ドーソン（Anthony M. Dawson）またはアンソニー・ドーソン（Anthony Dawson）という偽名で知られる、イタリアの多作の映画監督、脚本家、プロデューサー。

## 人物・略歴
マルゲリーティが扱うジャンルは、SF、ホラー、マカロニ・ウェスタン、それにアクション映画で、ほとんどがB級映画だが、中には『顔のない殺人鬼』、『幽霊屋敷の蛇淫』、『SOS地球を救え』、『黄金の矢』、『惑星からの侵略』、『海底スパイ作戦』、『Schreie in der Nacht』、『SF透明人間大冒険』、『地球最終戦争』といったカルト映画もある。『Io ti amo』（1968年）を除くほとんどの作品をアンソニー・M・ドーソン/アンソニー・ドーソンの変名で監督している。イタリア人監督ながら、変名を多用しメトロ・ゴールドウィン・メイヤーやユナイテッド・アーティスツ、20世紀フォックス、コロムビア映画といったアメリカ合衆国の映画会社とも直接仕事をした。この頃、"アンソニー・デイジーズ"という変名も使用していたが上層部から"女性みたいな響きで情けない。"と苦言を呈され、以後使用していない。また、ポール・モリセイ監督の『悪魔のはらわた』と『処女の生血』では第二班監督としても携わっている。活動歴が長かったため、たとえばホラーに関してはクラシックなゴシック・ホラーから過激なスプラッター・ホラーまで、時代の変遷を反映した多彩な作品が残されている。また、個人の工房を所有する程の特撮好きで、爆破シーンでは大規模な屋外セットのミニチュア、カーチェイスシーンではラジコンなどを使用する事がしばしばあり、特に『ターボクラッシュ』ではアクションシーンの殆どでミニチュアを使用している。(マルゲリーティ監督はその腕前を買われ、スタンリー・キューブリック監督の『2001年宇宙の旅』などにノンクレジットではあるが特殊効果のエグゼクティブ・アドバイザーとして携わっており業界では一定の評価は得ていると見受けられる。)
2002年、心筋梗塞で72歳で死去。息子のエドアルド・マルゲリーティ（Edoardo Margheriti）も父親の助監督などを経て『ブラック・コブラ2』『ブラック・コブラ3』などで監督業もこなし、父親の作品に役者として何度か出演している。
また、クエンティン・タランティーノ監督の『イングロリアス・バスターズ』の劇中ではイーライ・ロス演じるドニー・ドノウィッツが"マルゲリーティ"という偽名を連呼するシーンが登場する。(これはイタリア映画オタクのタランティーノによるオマージュである。)

## 主な監督作品
- SOS地球を救え（SOS地球を救え!）（Space Men、1960年） - SF。
- 地球最終戦争（Il Pianeta degli uomini spenti, アメリカ公開題：Battle of the Worlds, 1961年） - クロード・レインズ、ウンベルト・オルシーニ主演。SF。en:Battle of the Worlds参照。
- 黄金の矢（La Freccia d'oro, アメリカ公開題：The Golden Arrow, 1962年） -タブ・ハンター、ロッサナ・ポデスタ主演。ファンタジー史劇。
- 顔のない殺人鬼（La Vergine di Norimberga, アメリカ公開題：Horror Castle, 1963年） - ロッサナ・ポデスタ、クリストファー・リー主演。ホラー。
- 幽霊屋敷の蛇淫（Danza macabra, アメリカ公開題：The Castle of Terror, 1964年） - バーバラ・スティール主演。ホラー。en:Danza macabra参照。
- 惑星からの侵略（I Criminali della galassia, アメリカ公開題：Gamma I Quadrilogy Vol. 1 または Wild, Wild Planet, 1965年） - トニー・ラッセル、フランコ・ネロ、リザ・ガストーニ主演。SFホラー。en:Wild, Wild Planet参照。
- 惑星大戦争（I Diafanoidi vengono da Marte, アメリカ公開題：Gamma I Quadrilogy Vol. 2, 1966年） - トニー・ラッセル、フランコ・ネロ、リザ・ガストーニ主演。SF。
- さまよえる惑星（Il Pianeta errante, アメリカ公開題：Gamma I Quadrilogy Vol. 3, 1966年） - ジャコモ・ロッシ＝スチュアート主演。SF。
- 海底スパイ作戦（Operazione Goldman, アメリカ公開題：Lightning Bolt, 1966年） - SF。
- 雪の悪魔（La Morte viene dal pianeta Aytin または Diavoli dello spazio, アメリカ公開題：Gamma I Quadrilogy Vol. 4, 1967年） - ジャコモ・ロッシ＝スチュアート主演。SF。
- Schreie in der Nacht（アメリカ公開題：The Unnaturals, 1969年）
- SF透明人間大冒険（L' Inafferrabile invincibile Mr. Invisibile, アメリカ公開題：Mr. Superinvisible, 1970年） - ディーン・ジョーンズ主演。SFコメディ。
- E Dio disse a Caino（1970年） - クラウス・キンスキー主演。マカロニ・ウエスタン。
- ヴェルヴェットの森（La Morte negli occhi del gatto, アメリカ公開題：Seven Dead in the Cat's Eye or Seven Deaths in the Cat's Eye, 1973年） - ジェーン・バーキン主演。ホラー。
- 真・西部ドラゴン伝（El Kárate, el Colt y el impostor, 1974年） - リー・ヴァン・クリーフ、ロー・リエ主演。マカロニ・ウエスタン（カンフー）。
- ワイルド・トレイル（Take a Hard Ride, 1975年） - リー・ヴァン・クリーフ、ジム・ブラウン、カトリーヌ・スパーク主演。マカロニ・ウエスタン。
- ユル・ブリンナーの殺人ライセンス（デス・レイジ 暗殺者の墓標）（Con la rabbia agli occhi, アメリカ公開題：Blood Reckoning or Death Rage, 1976年） - ユル・ブリンナー、マーティン・バルサム、バーバラ・ブーシェ主演。
- キラーフィッシュ（謎の人喰い魚群）（Killer Fish, 1979年） - リー・メジャース、カレン・ブラック、マーゴ・ヘミングウェイ主演。犯罪アクション。
- 地獄の謝肉祭（Apocalypse domani, 1980年）- ジョン・サクソン主演。ホラー。
- 未来から来たハンター ヨオ（Il Mondo di Yor, アメリカ公開題：Yor, the Hunter from the Future, 1983年） - SF。
- 狼どもの戦場（Geheimcode: Wildgänse, アメリカ公開題：Code Name: Wild Geese, 1984年） - リー・ヴァン・クリーフ、アーネスト・ボーグナイン、クラウス・キンスキー主演。戦争アクション。
- コマンドー・レオパルド（Kommando Leopard, 1985年）『狼どもの戦場』と一部キャストが共通、設定の異なる戦争アクション。
- スターレジェンド Part.2（L' Isola del tesoro, 1987年） - アンソニー・クイン主演。TVシリーズ。
- ポイント・オブ・デッド/復讐捜査線（Cyberflic, 1997年） - テレンス・ヒル主演。

## 関連文献
- MacCormack, Patricia (2004年). “Antonio Margheriti”. Senses of Cinema. 2016年6月11日閲覧。